# Палладийгексамагний
Палладийгексамагний — бинарное неорганическое соединение
палладия и магния
с формулой Mg6Pd,
кристаллы.

## Получение
- Сплавление стехиометрических количеств чистых веществ:

{\displaystyle {\mathsf {Pd+6Mg\ {\xrightarrow {700^{o}C}}\ Mg_{6}Pd}}}

## Физические свойства
Палладийгексамагний образует кристаллы
кубической сингонии,
пространственная группа F 43m,
параметры ячейки a = 2,01147 нм, Z = ≈53,
структура типа таллийгексанатрия Na6Tl
.
Соединение образуется по перитектической реакции при температуре 700°C
и имеет область гомогенности 12,7÷15 ат.% палладия.